# Wailly-Beaucamp
Wailly-Beaucamp is een gemeente in het Franse departement Pas-de-Calais (regio Hauts-de-France). De plaats maakt deel uit van het arrondissement Montreuil. Wailly-Beaucamp telde op 1 januari 2022 1.063 inwoners.

## Geografie
De oppervlakte van Wailly-Beaucamp bedroeg op 1 januari 2022 14,33 vierkante kilometer; de bevolkingsdichtheid was toen 74,2 inwoners per km². De plaats ligt aan de D901.

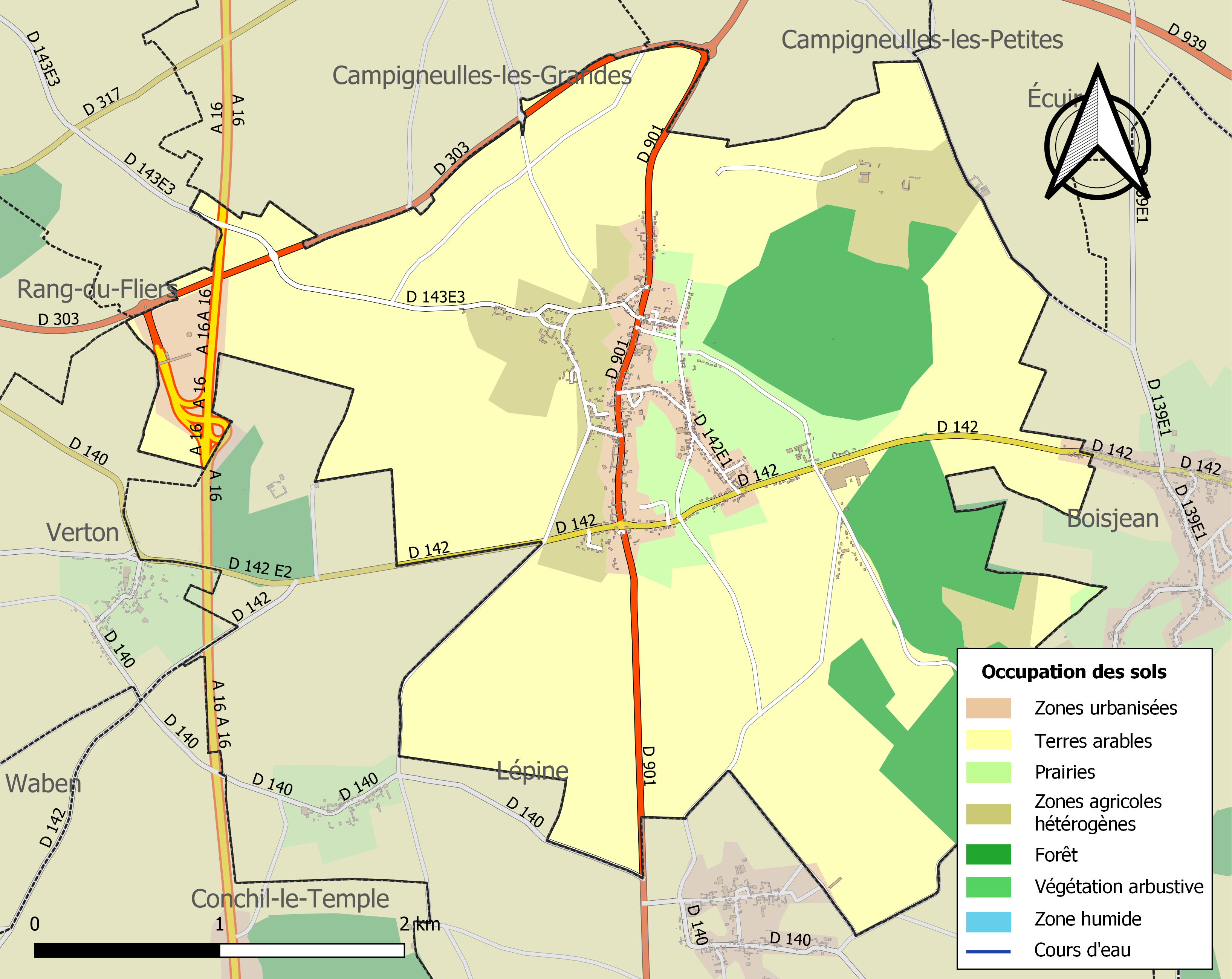
Kaart van de gemeente met de belangrijkste infrastructuur, bodemgebruik en omliggende gemeenten

## Demografie
Onderstaande figuur toont het verloop van het inwonertal (bron: INSEE-tellingen).